# Edward Charles Howard
Edward Charles Howard (ur. 28 maja 1774,  zm. 28 września 1816) – członek Towarzystwa Królewskiego, najmłodszy syn Charlesa Howarda 11-tego księcia Norfolk. Był angielskim chemikiem opisywanym jako pierwszy inżynier chemii.
W 1800 roku, Howard otrzymał Medal Copleya nadawany przez Londyńskie Towarzystwo Królewskie za swoje prace badawcze nad związkami rtęci. Odkrył piorunian rtęci, silną substancję wybuchową. W 1813 odkrył metodę rafinacji cukru polegającą na gotowaniu soku z trzciny cukrowej, nie w otwartym czajniku, lecz w zamkniętym pojemniku podgrzewanym przez parę wodną i utrzymywanym w warunkach częściowej próżni. Przy zmniejszonym ciśnieniu, woda wrzała w niższej temperaturze, dzięki pracy Howarda, można było oszczędzić paliwa oraz zmniejszyć ilość cukru traconego na skutek karmelizacji. Odkryta w ten sposób wyparka, wciąż jest używana przy wielu zastosowaniach.
Howard interesował się także związkami występującymi w meteorytach, w szczególności w meteorytach zbudowanych z żelaza. Odkrył, że wiele stopów niklu i żelaza, które nie występowały na Ziemi, musiały pojawić się właśnie wraz ze spadającymi meteorytami. Jeden rodzaj meteorytu jest nazywany Howardytem.